# ونه‌بین
ونه‌بین، روستایی از توابع بخش مرکزی شهرستان آستارا در استان گیلان ایران است.
این روستا غربی ترین نقطه استان گیلان از لحاظ مختصات جغرافیایی و مسکونی بودن است.

## جمعیت
این روستا در دهستان حیران قرار دارد و براساس سرشماری مرکز آمار ایران در سال ۱۳۸۵، جمعیت آن ۱۹۴ نفر (۵۸خانوار) بوده‌است. مردم ونه بین اصالتا ترک هستند و به ترکی آذربایجانی تکلم می‌کنند.